# Graveson
Graveson település Franciaországban, Bouches-du-Rhône megyében. Lakosainak száma 4743 fő (2022. január 1.). Graveson Barbentane, Châteaurenard, Eyragues, Maillane, Rognonas, Saint-Étienne-du-Grès és Tarascon községekkel határos.

## Népesség
A település népességének változása:
| Lakosok száma | 2024 | 2276 | 2752 | 3736 | 4479 | 4838 | 4864 | 4856 | 4854 | 4743 |
|               | 1968 | 1982 | 1990 | 2006 | 2013 | 2015 | 2017 | 2019 | 2020 | 2022 |